# Lucicutia paraclausi
Lucicutia paraclausi is een eenoogkreeftjessoort uit de familie van de Lucicutiidae. De wetenschappelijke naam van de soort is voor het eerst geldig gepubliceerd in 1970 door Park.